# 쿠르만잔 닷카
쿠르만잔 닷카(키르기스어: Курманжан Датка, 러시아어: Курманжан Датка, 1811년 ~ 1907년 2월 1일)는 키르기스스탄 알라이족의 지도자이자 통치자(지도자의 부인 재위: 1832년 ~ 1862년, 여성 지도자 재위: 1862년 ~ 1876년)이다. '알라이산맥의 여왕', '남부의 여왕', '국가의 어머니'라는 별명이 있다.
쿠르만잔은 1832년에 코칸트 칸국의 알라이족 영주였던 알림베크와 결혼했으나 1862년에 일어난 코칸트 칸국의 궁정 쿠데타를 계기로 알라이 키르기스인의 지도자가 되었다. 쿠르만잔은 코칸트 칸국에 거주하던 알라이 키르기스인에게 세금을 부과하려는 계획에 맞섰고 코칸트 칸국과 부하라 토후국에서 '닷카'(러시아어: Датка)라는 칭호를 받았다.
쿠르만잔은 1876년에 알라이 키르기스인 군대를 지휘하여 러시아 제국 군대의 코칸트 칸국 침공에 저항했으나 상당한 손실을 입으면서 항복하게 된다. 그러나 미하일 스코벨레프 장군과의 협의를 통해 알라이 키르기스인들이 지배하던 영토를 러시아 제국에 합병하는 데에 동의하면서 육군 대령 계급을 받게 된다. 쿠르만잔 닷카는 러시아 제국의 지배를 받고 있던 키르기스스탄에서 외교적 영향력을 행사한 지도자로 평가받는다.

## 권력을 잡기까지의 과정
쿠르만잔 마마트바이 키지(키르기스어: Курманжан Маматбай Кызы)는 오시 인근 알라이산맥의 오로크 마을에서 오시 외곽에 거주하던 키르기스 유목민 가문에서 태어났다. 쿠르만잔이 18세였을 때 쿠르만잔의 부모는 쿠르만잔이 자신보다 나이가 3배나 많은 남자와 결혼하기를 원했지만 쿠르만잔은 전통을 깨고 신랑의 유르트에서 탈출하여 아버지인 마마트바이가 살던 집으로 돌아왔고 그곳에서 3년 동안 머물렀다.
1832년에는 부유한 알라이족의 봉건 영주이자 베크였던 알림베크가 쿠르만잔을 결혼 서약에서 해방시키고 합법적인 아내로 삼았다. 쿠르만잔은 알림베크와의 사이에서 5명의 아들을 낳았는데 알림베크는 쿠르만잔의 변함없는 후원자이자 조언자 역할을 했다. 그들의 결혼은 29년 동안 지속되었지만 뜻밖의 사건으로 끝이 났다. 코칸트 칸국의 수많은 궁전 음모에 연루되었던 알림베크는 1862년에 일어난 궁정 쿠데타 도중에 함정에 빠져 죽었다. 알라이족의 지도부는 50세가 된 알림베크의 아내인 쿠르만잔에게 넘어갔다.
쿠르만잔은 알라이족의 존경을 받았는데 실제로 10,000명의 기병들로 구성된 충성스러운 군대를 가지고 있었다. 코칸트 제국의 칸이었던 후다야르 칸은 알라이 키르기스인들을 자신의 신민으로 선포하고 세금을 의무적으로 부과하려는 계획을 세웠다. 쿠르만잔은 이에 맞서 후다야르 칸이 유목민들에게 부과한 의무를 포기할 것, 자신을 알라이족의 새로운 통치자로 인정하고 '닷카'라는 칭호를 부여할 것을 요구했다. 오만함으로 유명했던 후다야르 칸은 가장 고귀한 베크로서 쿠르만잔 닷카를 만날 수밖에 없었는데 이때 중앙아시아와 이슬람 세계 동부에서 처음으로 여성에게 공식 환영회가 열렸다. 부하라 토후국의 에미르였던 무자파르 빈 나스룰라도 쿠르만잔을 알라이족의 통치자로 인정하였다. 무자파르는 쿠르만잔에게 '닷카'라는 칭호를 부여한 두 번째 통치자였다. 오늘날 쿠르만잔은 이슬람 세계에는 얼마 없는 여성 지도자 가운데 하나로 평가받는다.
쿠르만잔 닷카의 본거지는 굴차라는 작은 마을에 있었다. 러시아의 과학자, 탐험가인 알렉세이 펫첸코는 키르기스인 기병들과 함께 알라이산맥을 방문하면서 쿠르만잔을 만났는데 "엄청난 권위를 누리고 있지만 우리 기병들은 쿠르만잔에 대한 대단한 존경심 이외에는 말하지 않았다."고 말했다. 알라이인의 통치자와 코칸드 제국의 칸들은 반항적인 키르기스인에 대한 권력을 유지할 수 있었던 쿠르만잔의 능력을 높이 평가했다.

## 러시아 제국의 확장

### 저항
1876년에 러시아 제국 군대가 코칸트 칸국을 침공하여 점령했다. 하지만 키르기스스탄 남부 지역, 특히 알라이산맥 지역은 계속해서 정복되지 않은 상태로 남았다. 쿠르만잔 닷카는 5명의 아들과 함께 알라이산맥 지역의 '백왕' 부대 출현에 부정적인 반응을 보이면서 같이 저항했다. 쿠르만잔 닷카는 공식적으로 알라이 키르기스인들이 대러시아 항쟁을 주도했다.
알림베크와 쿠르만잔 닷카의 아들인 압딜다베크, 마미트베크, 아산베크, 바티르베크, 캄치베크는 키르기스스탄 남부의 산악 지역에 정착하여 파미르-알라이산맥에 진입한 러시아 제국의 군부대와 싸우기 시작했다. 쿠르만잔 닷카의 아들들이 이끄는 1,500명의 기병들은 굴차에서 25베르스타 정도 떨어져서 접근하기 어려운 자니리크의 산악 지대에 자리를 잡았다. 1876년 4월 25일에는 키르기스인 부대와 러시아 제국 군대 간의 첫 대규모 전투가 하루 종일 벌어졌다. 러시아 제국 군대는 적군을 점령지에서 몰아냈다. 상당한 손실을 입은 알라이산맥의 키르기스인들은 퇴각할 수밖에 없었다.
쿠르만잔 닷카는 카슈가르의 콕수 계곡으로 이동했지만 콕수 계곡에 있던 쿠르만잔의 모든 아일(유목민)들은 무방비한 상태였고 위구르족 유목민들에게 패배했다. 대부분의 병사들을 잃은 쿠르만잔은 아프가니스탄으로 돌아가려 했다. 7월 29일에는 샤브단 바티르가 이끌던 군부대가 쿠르만잔 닷카의 흔적을 추적하고 항복을 받아냈다. 에밀 추 자인비트겐슈타인베를레부르크 왕자는 쿠르만잔이 알라이 키르기스인에게 큰 영향력을 끼치는 것을 고려하여 쿠르만잔을 마르길란에 있는 본부로 인도했다. 쿠르만잔은 평범한 포로가 아니었고 특별한 영예를 안았으며, 면책특권과 완전한 안전을 보장받았다.

### 러시아 제국과의 화해

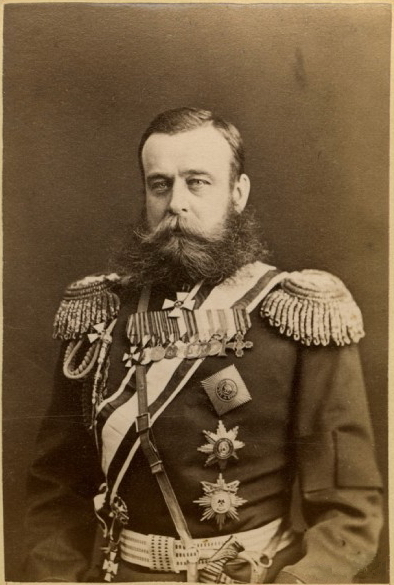
미하일 스코벨레프

훗날 러시아-튀르크 전쟁의 영웅이 되는 미하일 스코벨레프 장군은 페르가나 총독이 된 이후에 쿠르만잔 닷카의 본거지에서 영접을 받았다. 러시아의 스코벨레프 장군은 동양의 전통적인 풍습을 지키면서 과자를 대접했고 통치자를 '여왕'이라고 불렀다. 전설에 따르면 스코벨레프는 "오, 수많은 용감한 아들들의 어머니여! 나도 당신의 아들로 생각하십시오."라고 쿠르만잔과의 대화를 시작했다고 한다.
스코벨레프는 대화가 끝난 이후에 직접 '남부의 여왕'에게 비취색 양단 가운을 입혔다. 쿠르만잔은 스코벨레프의 요청을 수락하여 자신의 아들들에게 저항을 멈추라는 편지를 썼는데 자신의 아들들을 사면시키고 러시아령 투르키스탄의 새 총독직에 임명하는 것을 조건으로 요청을 받아들였다. 스코벨레프 장군은 이에 동의했고 쿠르만잔은 공식적으로 알라이 키르기스인들이 지배하던 영토를 러시아 제국에 합병한다고 발표했다. 이를 계기로 러시아 제국 정부는 쿠르만잔에게 육군 대령 계급을 부여했다.
러시아 제국에 편입된 이후 알라이산맥에는 5개의 볼로스티가 형성되었는데 키치알라이, 나우카트, 굴차, 우즈겐 4곳은 각각 쿠르만잔의 아들인 캄치베크, 마미트베크, 아산베크, 바티르베크의 지배를 받았다. 쿠르만잔의 장남인 압딜다베크만이 알라이산맥으로 돌아오지 않았다. 압딜라베크는 메카로 성지 순례를 떠났지만 마지막 전투에서 입은 상처로 인해 순례 도중에 사망했다. 쿠르만잔의 전기에 관심이 많고 친척들과 개인적으로 소통했던 러시아의 작가이자 옛 인민의 의지당 인사였던 이반 유바초프(훗날 작가가 되는 다닐 하름스의 아버지)는 쿠르만잔의 아들들이 종종 당국의 선의에서 벗어난 심각한 월권 행위를 저지르는 일이 종종 있었다고 썼다.
그 후 쿠르만잔 닷카는 러시아 제국 당국과 우호 관계를 수립했다. 이는 당시 여러 면에서 키르기스인들의 역할을 크게 증가시킨 키르기스스탄의 군사 지도자였던 샤브단 바티르가 주선했다.

## 러시아 제국의 국내 정치
이제 이 고요한 시기에 저는 다음과 같이 말하고 싶습니다. 우리들의 모든 사람들, 저와 제 친척들은 당신에게 불리한 행동을 계획한 적이 없습니다. 우리 쪽에서는 피해가 없습니다. 우리 백성들이 나쁜 행동이나 반역을 저지르면 가장 가혹한 방법으로 죄인을 처벌할 것이며 내 인생이 끝날 때까지 후회의 고통을 참을 것입니다.— 쿠르만잔 닷카가 미하일 이오노프 러시아 제국 육군 소령에게 보낸 편지에서

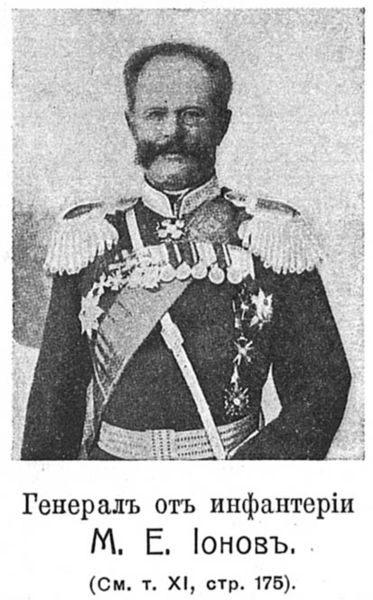
미하일 이오노프

쿠르만잔을 개인적으로 알고 있었던 러시아 제국의 정치 및 군사 지도자인 레프 코스텐코, 미하일 이오노프, 콘스탄틴 폰 카우프만은 쿠르만잔의 세속적인 지혜를 언급했는데 특히 키르기스인 동포들 사이에서 존경의 대상이 되었다고 평가했다. 러시아 제국의 많은 관리들이 개인적으로 쿠르만잔에게 조언을 구했다. 쿠르만잔 닷카는 오시 지역의 초대 총독이었던 미하일 이오노프 러시아 제국 육군 소령과 수년 동안 우호 관계를 유지하면서 긴 서신을 주고받았고 선물과 사진을 교환했다.
1881년에는 콘스탄틴 폰 카우프만 러시아령 투르키스탄 총독이 드미트리 밀류틴 러시아 제국 전쟁부 장관에게 매년 500루블의 연금을 쿠르만잔 닷카에게 지급해 줄 것을 청원했다. 카우프만은 알라이족의 여왕이 1876년에 카슈카르 국경에서 대부분의 재산을 잃었기 때문에 인생을 사는 데에 많은 제약을 받는다고 설명했다. 그러나 러시아 제국 재무부는 쿠르만잔이 정부로부터 연금을 받을 자격이 없으며 더욱이 작은 토지에서 수입을 얻고 있다는 결론을 내렸다. 따라서 연금의 규모는 500루블에서 300루블로 축소되었다.
쿠르만잔 닷카는 러시아 제국 군대의 파미르고원 원정 도중에 자신의 부하들에게 미하일 이오노프 대령의 부대에 식량을 제공하라는 명령을 내렸다. 쿠르만잔은 옛 코칸트 칸국의 영토에서 수많은 반란이 일어날 때마다 신중한 자세로 친러시아적이거나 중립적인 입장을 취하려 했다.

## 은둔 생활

### 아들의 체포와 죽음
1893년에 러시아 제국 세관 순찰대원이 세관원 2명을 대동하고 쿠르만잔 닷카의 아들인 캄치베크의 집에 찾아왔다. 러시아 제국 세관은 캄치베크가 아프가니스탄에서 밀수품 화물을 받아 카슈가르를 통해 운송했다는 정보를 입수했다. 그 시간에 주인은 집에 없었고 캄치베크는 오시에 있었다. 세관원들은 보석이 숨겨져 있다는 핑계로 캄치베크의 아내를 모욕했다. 이에 캄치베크의 군대 지휘관이었던 악발반은 캄치베크 몰래 복수를 하기로 결심했고 2명의 세관원 모두를 죽였다.
닷카의 형이었던 알림베크의 아들인 카라사칼은 캄치베크가 오시에서 알라이로 갔다가 하룻밤 만에 돌아올 수 있는 말 걸음걸이 보조 장치를 갖고 있다고 비난했다. 그러나 세관의 조사 결과에 따르면 말 걸음거리 보조 장치는 마감 시한을 지킨 것으로 나타났다. 이것은 캄치베크에 대한 주요 증거가 되었다. 캄치베크와 함께 아르스탄베크의 조카이자 캄치베크의 동생인 마미트베크는 물론 미르자파야스, 군대 지휘관 악발반의 손자도 밀수 및 세관원 살해 혐의로 체포됐다. 그들은 선고를 기다리며 2년을 감옥에서 보냈다. 총 21명의 사람들이 해당 사건에 연루되어 체포되었다.
쿠르만잔은 마르길란으로 가서 알렉산드르 포발로시베이콥스키 총독에게 아들과 손자들을 용서해 달라고 요청했다. 쿠르만잔은 아들인 마미트베크, 아르스탄베크, 미르자파야스가 사형을 면하게 했고 이들은 대신 이르쿠츠크 지방에서 노역하게 되었다. 하지만 쿠르만잔의 사랑하는 아들이었던 캄치베크는 구원받을 수 없었다. 캄치베크는 1895년 3월 3일에 악발반과 함께 오시 중앙 광장에서 자신의 어머니 앞에서 교수형에 처해졌다. 전설에 따르면 교수형에 대한 첫 시도는 실패로 끝났고 밧줄이 끊어졌는데 쿠르만잔은 "전능하신 분은 반대한다."며 처벌을 취소해 달라고 부탁했다. 하지만 사형 집행을 감독하던 관리는 두 번째 명령을 내렸다고 한다.
캄치베크가 황제의 명령으로 사면되었지만 이미 처형당하고 난 후였다는 설이 있다. 쿠르만잔은 자신이 사랑하는 아들이 죽기 직전에 "죽음을 똑바로 바라보라."는 마지막 말을 남겼다. 아들의 죽음은 쿠르만잔에게 많은 도덕적 영향을 주었다.
19세기 말에 찍은 쿠르만잔 닷카의 사진 (이반 유바초프의 책을 통해 처음 출판됨)

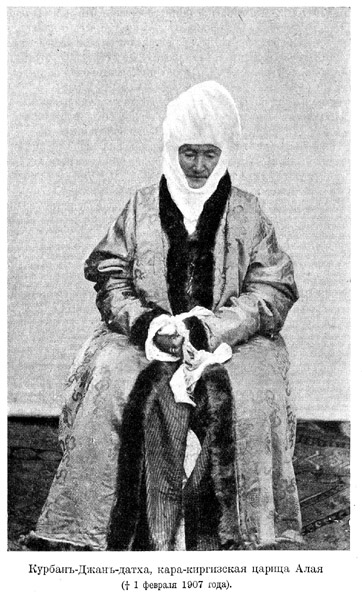
쿠르만잔 닷카
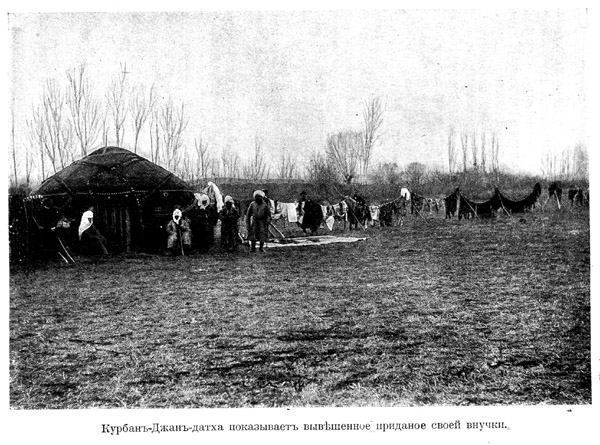
유르트 근처에 걸린 손녀의 지참금을 보여주고 있는 쿠르만잔 닷카
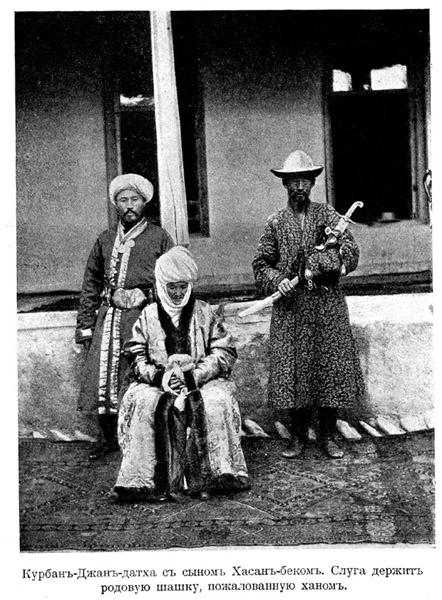
쿠르만잔 닷카(가운데)와 그의 아들인 아산베크(왼쪽), 코칸트 칸국의 칸으로부터 받은 가문의 검을 들고 있는 하인(오른쪽)
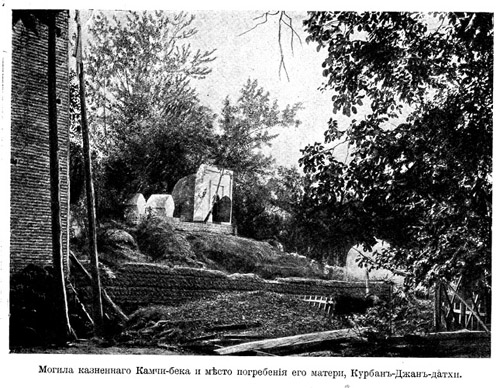
1895년에 처형된 쿠르만잔의 아들인 캄치베크의 무덤과 쿠르만잔의 매장지

### 말년

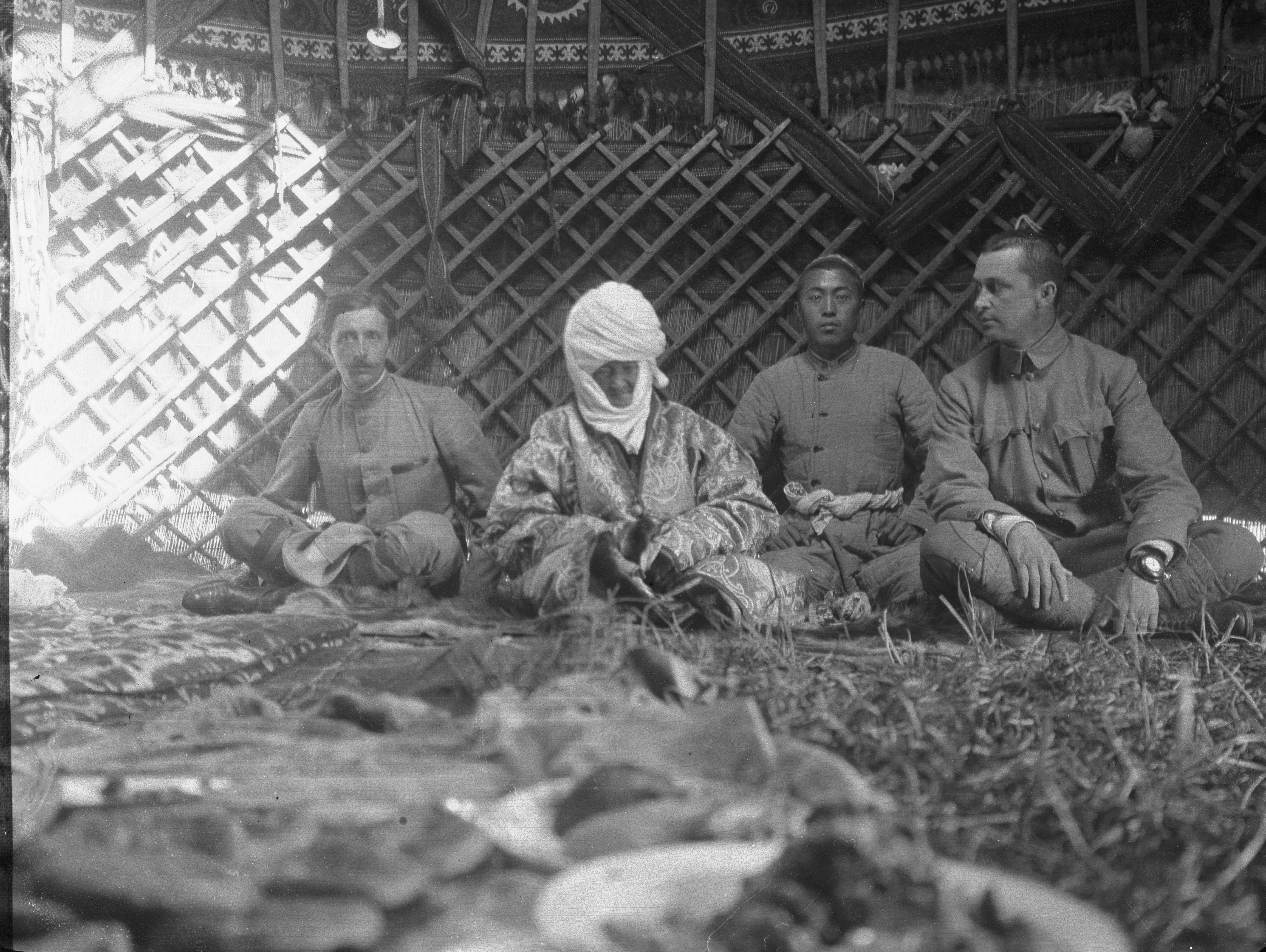
칼 구스타브 에밀 만네르헤임 남작과 프랑스의 동양학자인 폴 펠리오가 쿠르만잔 닷카의 유르트에 있던 모습. 왼쪽에서 오른쪽으로: 폴 펠리오, 쿠르만잔 닷카, 그의 손자, 칼 구스타프 에밀 만네르헤임.

쿠르만잔 닷카가 은둔 생활에 들어간 직후에 니콜라이 2세 황제는 쿠르만잔 닷카에게 특별 황실 선물을 주기로 결정했다. 쿠르만잔에게는 다이아몬드와 장미로 장식된 사슬, 러시아 제국의 국가 상징 문양이 그려진 브로치가 달린 금색 여성 시계가 주어졌다. 오시 지방의 수장은 수많은 기마 경비대와 함께 마디 마을에 도착하여 니콜라이 2세 황제의 선물을 '남부의 여왕'에게 엄숙히 바쳤다.
1906년 6월에서 7월 사이에 훗날 핀란드의 국가원수를 역임한 칼 구스타프 에밀 만네르헤임 남작은 쿠르만잔 닷카가 죽기 6개월 전에 아시아의 유명지 탐험을 위해 알라이산맥의 계곡을 여행했다. 만네르헤임은 오시에 들르면서 키르기스스탄의 옛 통치자의 유르트를 방문했다. 만네르헤임은 여행 일기에서 알라이 키르기스인에 대한 기억, 쿠르만잔 닷카의 아들인 아산베크와의 만남, 본거지에서 나눈 대화, 알라이족의 여왕과의 만남에 대한 기억을 남겼다. 만네르헤임은 96세의 무슬림 여성이 말을 타고 사진을 찍기로 한 것에 대해 놀라워했다.
쿠르만잔 닷카는 1907년 2월 1일에 오시 인근의 마디 마을에 위치한 자택에서 사망했다. 쿠르만잔은 오시에서 1895년에 처형된 자신의 아들인 캄치베크의 무덤 옆에 묻혔다.

## 성격

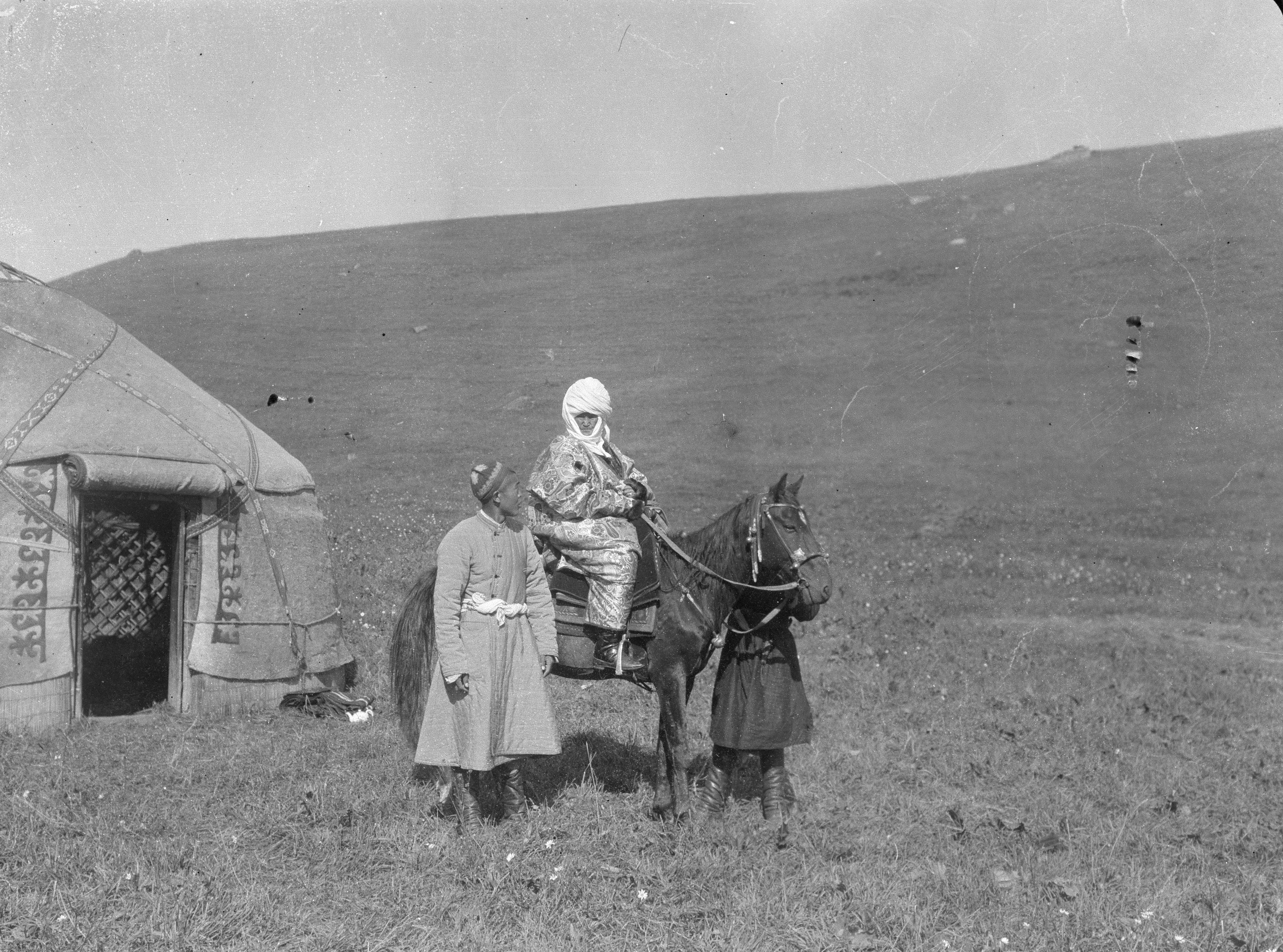
말을 타고 있는 쿠르만잔 닷카. 그의 손자 가운데 한 명이 옆에 서 있다. 칼 구스타브 에밀 만네르헤임 남작의 사진.

### 시적 재능
쿠르만잔 닷카가 지나트(러시아어: Зыйнат, 키르기스어: Зинат)라는 필명으로 시를 지었다고 주장하는 민속사의 본질에 대한 가정이 있다. 동시대 사람들은 지나트를 19세기 중앙아시아의 유명한 시인인 나디라, 딜쇼트, 마주흐라와 동등한 시인으로서 높이 평가했다. 지나트는 자신의 모국어인 키르기스어뿐만 아니라 튀르크어와 페르시아어 시 작품도 지었다. 지나트의 시적 유산들 가운데 극히 일부만이 오늘날까지 남아 있다. 지나트가 처형된 아들인 캄치베크에게 바친 애도 시 〈비탄〉은 비교적 잘 알려져 있다. 미하일 루도프가 러시아어를 포함한 여러 언어로 번역했다.
나의 매, 나의 아들 캄치베크,

당신은 필멸의 세계를 떠나리라.

당신은 잘못된 세상을 떠나리라.

그물은 잔혹한 시대를 열었고

영혼은 당신과 헤어지리라.

나는 슬픔을 비틀어 사람들을 곤경에서 구하고

사람들이 곤경에 빠지지 않도록

나의 슬픔을 마음에 숨겼으리라.

당신은 머리를 숙이지 않고 기병의 명예를 옹호했다네.

쿠라시의 허리띠처럼 멸시받는 자에게는 죽음이 있다네.

당신은 삶의 전성기에서 싸우기 위해 두려움 없이 걸어왔다네.

나의 충실한 아들이여, 안녕히, 용서하소서.

당신은 성스러운 길의 순교자였다네!

그러나 연구를 통해 '지나트'라는 필명이 다른 사람의 것이라는 사실이 밝혀졌다. 쿠르만잔 닷카는 광범위한 지식과 예리한 생각과는 달리 글을 읽고 쓸 수는 없었다고 한다.

### 동시대 사람들의 기억
쿠르만잔 닷카의 개인적인 성격에 대한 정보는 거의 남아있지 않다. 쿠르만잔은 적당히 금욕적이었고 시끄러운 도시 생활을 즐기지 않았다고 알려져 있다. 쿠르만잔은 털로 덮인 유르트에서 알라이산맥의 비탈길을 헤매면서 겨울과 여름을 보냈다.
쿠르만잔 닷카와 미하일 스코벨레프의 대화에 참석한 보리스 타게예프 러시아 제국 육군 장교는 쿠르만잔 닷카가 "어느 정도 젊지는 않지만 어떠한 종류의 모피로 장식된 양단 가운을 입은 아름다운 키르기스인 여성"이라고 평가했다. 쿠르만잔의 외모에 대한 다른 기록은 남아있지 않다.
이반 유바초프는 쿠르만잔과 개인적으로 알지 못했다. 그러나 쿠르만잔의 친척(특히 마미트베크의 아들)은 유바초프가 자신의 책에서 쿠르만잔을 다음과 같이 묘사했다고 전했다.
그의 길고 아름다운 연설에서 쿠르만잔은 위대한 지능과 외교적 능력을 보여주었다. 많은 나이에도 불구하고 그의 눈은 여전히 살아 있는 빛을 간직하고 있었고 그의 이목구비는 다른 키르기스인 여성들과 다른 특별한 귀여움이 돋보였다.— 이반 유바초프

## 유산

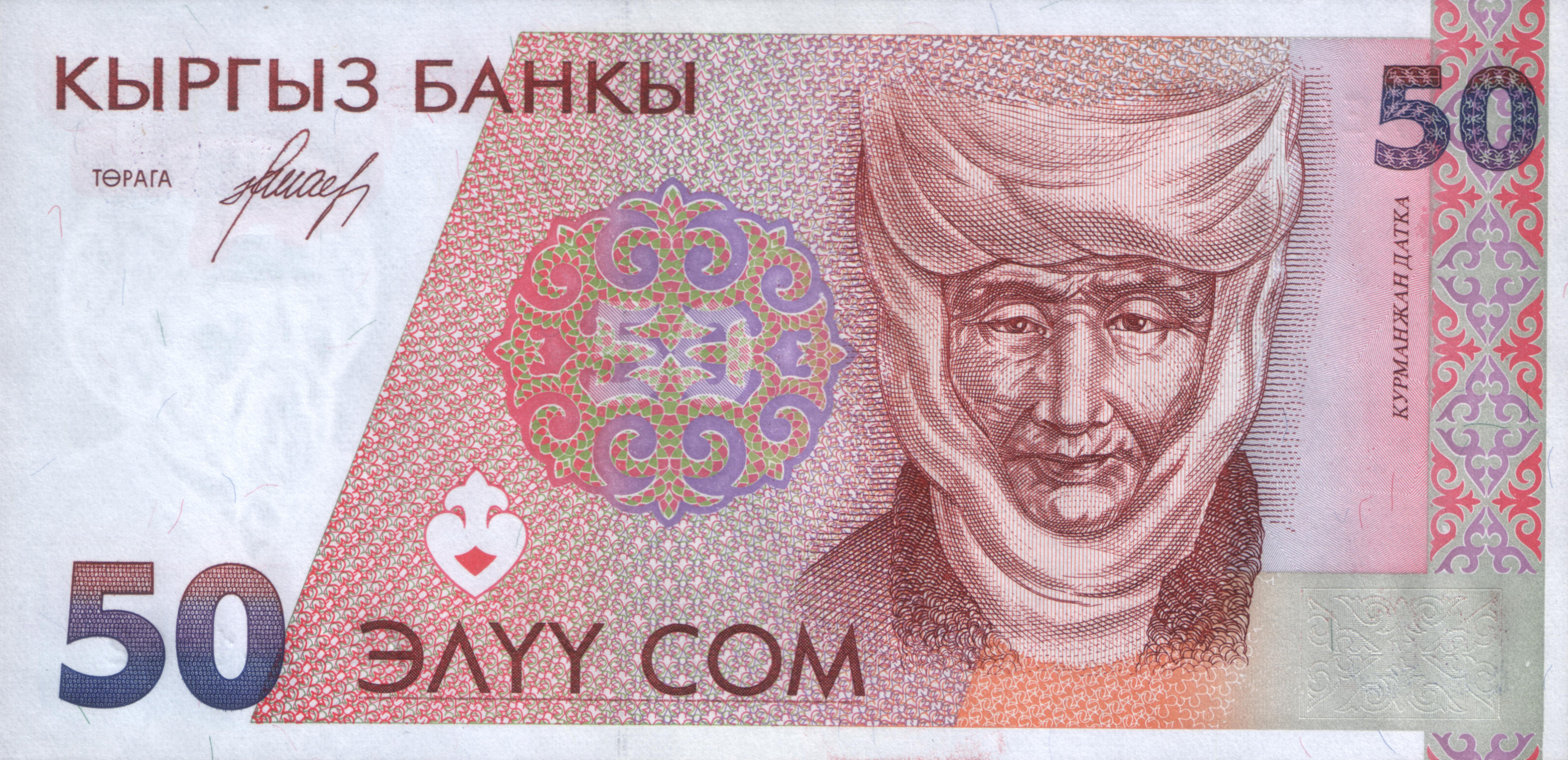
1994년에 발행된 키르기스스탄의 50솜 지폐

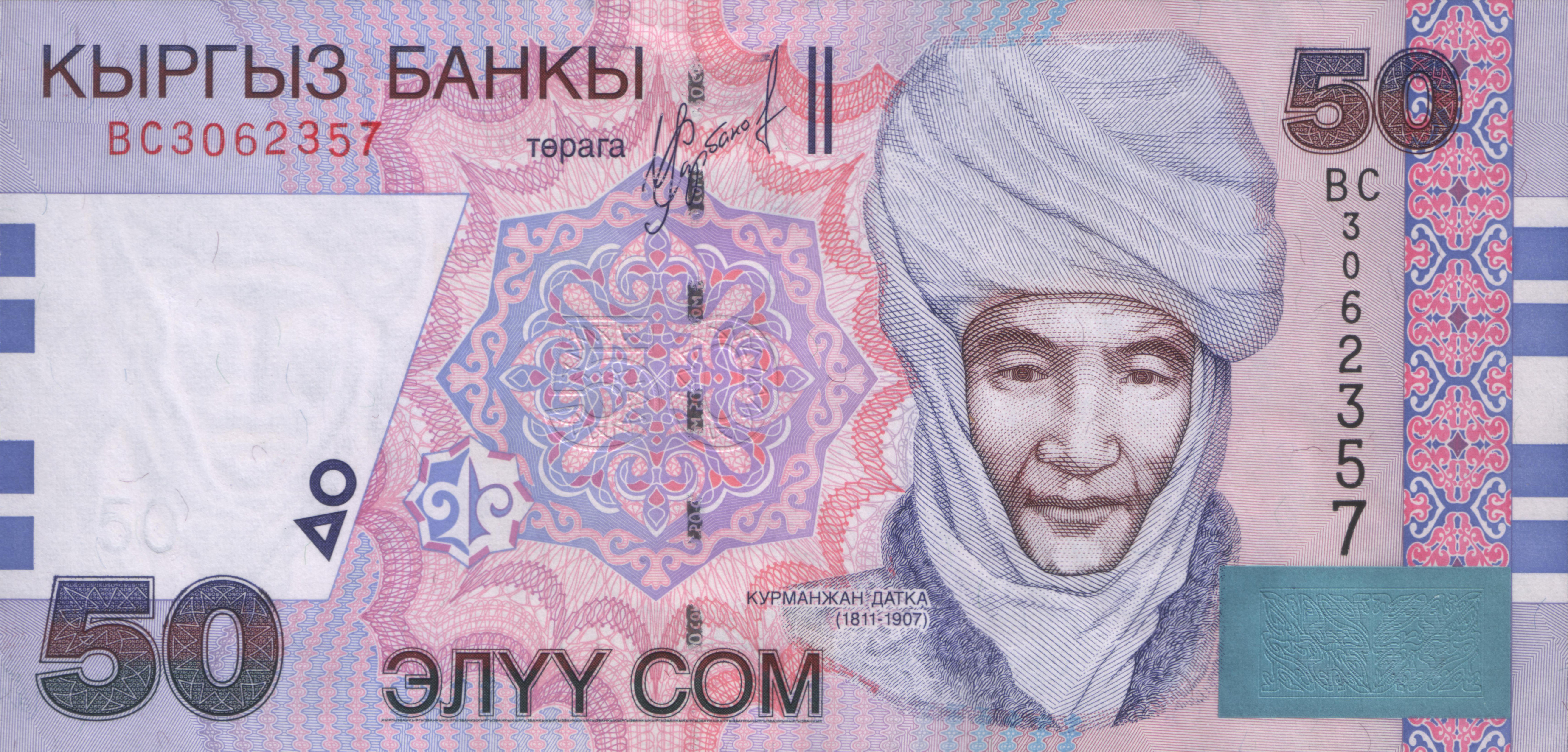
2002년에 발행된 키르기스스탄의 50솜 지폐

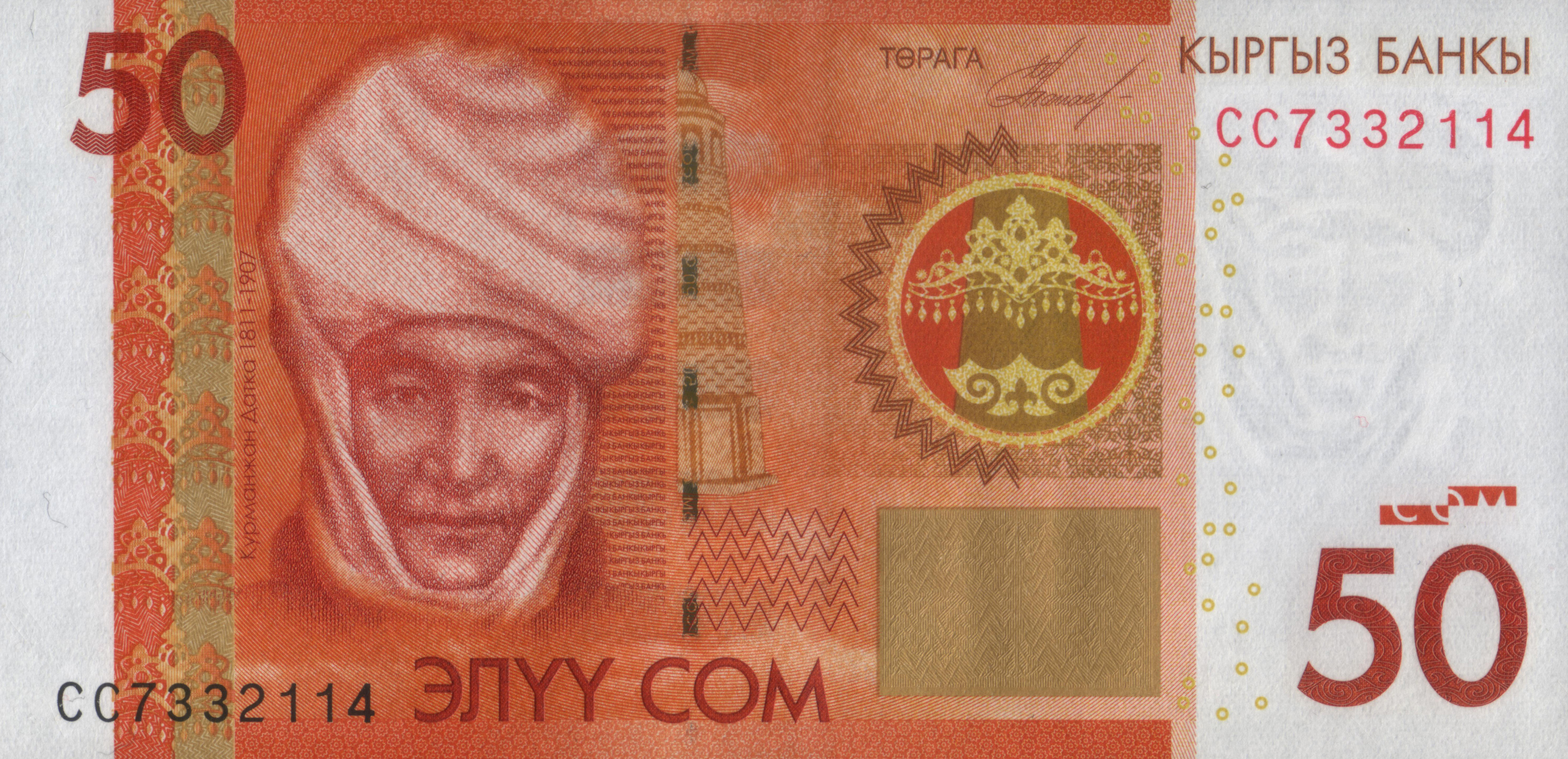
2009년에 발행된 키르기스스탄의 50솜 지폐

쿠르만잔 닷카는 알라이산맥의 계곡에서 단독 통치 기간 동안에 뛰어난 정치인의 자질을 보였고 쿠르만잔에 대한 전설은 대대로 전해져 오늘날까지 전해지고 있다. 쿠르만잔은 알라이와 카슈가르 키르기스인들 사이에서만 큰 명성을 누렸다. 러시아와 외국의 여행자, 군인, 정치가, 식민지 관리들이 키르기스스탄 남부에 있었다면 쿠르만잔 닷카를 찾았을 것이다. 쿠르만잔의 사람들은 인도에서 부하라로 가는 길에 눈보라를 맞은 2명의 영국 특사의 목숨을 구한 것으로 알려져 있다.
'알라이의 여왕'은 특히 유럽인들에게 깊은 인상을 주었고 러시아, 프랑스, 독일, 폴란드 외에도 여러 유럽 출판물에 소개되었다. 2002년에는 키르기스어, 러시아어, 영어 3개 언어로 쓰여진 쿠르만잔 닷카에 관한 책이 출판되었다. 2004년에는 키르기스스탄의 수도인 비슈케크의 에르킨디크 가에 위치한 참나무 정원에 쿠르만잔 닷카 동상이 세워졌다. 비슈케크, 오시의 거리도 쿠르만잔 닷카의 이름을 따서 지어졌다.
쿠르만잔 닷카의 초상화는 3차례에 걸쳐 발행된 키르기스스탄의 50솜 지폐 앞면에 그려져 있다. 뒷면에는 한때 쿠르만잔의 지배를 받았던 도시인 우즈겐의 건축물 단지가 그려져 있다.
키르기스스탄 비슈케크에 위치한 키르기스-러시아 슬라브 대학교가 제정한 국제상은 쿠르만잔 닷카의 이름을 따서 명명되었다. 이 상은 사라 나자르바예바(카자흐스탄의 누르술탄 나자르바예프 전 대통령의 영부인), 류드밀라 푸티나(러시아의 블라디미르 푸틴 대통령의 영부인) 등 각국의 과학·기술인, 문화·예술인, 정치인들에게 반복적으로 수여되었다.
2010년 말에는 키르기스스탄 비슈케크에 위치한 알라토 영화관에서 자미르 예랄리예프가 감독을 맡은 장편 다큐멘터리 영화 《산의 여왕》이 공개되었는데 쿠르만잔 닷카 자선 재단의 주도로 제작되었다. 이날 발표회에는 키르기스스탄의 로자 오툰바예바 대통령을 비롯한 관계자들이 참석했다.
쿠르만잔 닷카는 코칸트 칸국, 중국(청나라), 러시아 제국과의 매우 어려운 시기를 책임진 드문 역사적 인물입니다. 쿠르만잔의 지혜와 외교적 능력이 우리를 죽음과 파괴로부터 구했습니다. 쿠르만잔은 어떤 어려운 상황이라도 이겨낼 수 있었기 때문에 러시아 제국과 코칸트 칸국 모두를 생각해야 했습니다.— 로자 오툰바예바 키르기스스탄 대통령

2010년 12월 28일에는 키르기스스탄 대통령령에 따라 쿠르만잔 닷카 탄생 200주년이 되는 해인 2011년이 '쿠르만잔의 해'로 명명되었다. 로자 오툰바예바 대통령은 쿠르만잔 닷카의 증손자 2명, 키르기스스탄의 공인인 치니베크 압디카파로프, 자신의 결정에 동의한 아딜베크 술탄베코프 경제학과 교수도 만났다.
2014년 8월 31일에는 키르기스스탄 독립기념일을 맞아 사디크 셰르니야스 감독의 역사 서사시 영화 《쿠르만잔 닷카》가 처음 상연되었다. 이 작품은 키르기스 필름, 아이티시 필름이 제작을 맡았으며 키르기스스탄의 독립 이후에 키르기스스탄 정부가 최초로 제작한 장편 역사 장편 영화이기도 하다. 이 작품은 19세기 키르기스스탄의 지도자였고 국가의 어머니로 여겨지는 '알라이족의 여왕'인 쿠르만잔 닷카의 인생과 활동을 다루고 있으며 2014년 8월 22일에 캐나다 몬트리올 국제 영화제에서 초연되었다. 2014년 10월에는 키르기스스탄을 대표하여 제87회 아카데미상 외국어 영화상 후보에 올랐다. 이 작품은 2015년에 러시아의 영화상인 니카상 독립국가연합·발트 3국 영화상 후보에 오르기도 했다.

### 내용주
1. ↑  베르스타(러시아어: Верста)는 러시아 혁명 이전까지 러시아 제국에서 사용되었던 길이(거리) 단위 가운데 하나이다. 1베르스타는 약 1.0668km이므로 25베르스타는 약 26.67km에 해당한다.
2. ↑  1762년부터 1885년까지 러시아 제국에서는 은본위제를 기반으로 한 통화인 은 루블(러시아어: Серебряный рубль)이 통용되었는데 1루블은 17.995g에 해당하는 가치를 갖고 있었다.[10] 따라서 500루블은 8,997.5g에 해당한다.

### 참고주
1. ↑  “Курманжан Датка — мать киргизской нации” (러시아어).
2. 1 2 3 4 5  “205 лет со дня рождения Курманджан-датки Маматбай кызы (1811-1907), алайской царицы...”. 《Бишкекский государственный университет им. К.Карасаева》 (러시아어). 2016년 3월 10일. 2021년 12월 5일에 원본 문서에서 보존된 문서. 2021년 12월 5일에 확인함.
3. 1 2 3 4 5 6 7 8  “Курманжан Датка”. 《Известные люди Кыргызстана (Advantour Средняя Азия)》. 2011년 10월 14일에 원본 문서에서 보존된 문서. 2011년 2월 9일에 확인함.
4. 1 2 3 4 5 6  “Кулбубу Бектурганова. «Кыргызстандын Асыл Кыздары»” (PDF) (러시아어). Бишкек. 2006년.
5. ↑  Б. Л. Тагеев (1998년). 〈Глава IV — «Ольгин луг. Киргизская тамаша»〉. 《«Русские над Индией» (Воениздат)》 (러시아어).
6. ↑  Tamm E. E. (2010년). 《The Horse That Leaps Through Clouds: A Tale of Espionage, the Silk Road and the Rise of Modern China》. Vancouver: Douglas & McIntyre. 88쪽. ISBN 978-1-55365-269-4.
7. ↑  “Кыргызстан в период Российской империи” (러시아어). 2017년 12월 1일에 원본 문서에서 보존된 문서. 2021년 12월 5일에 확인함.
8. 1 2 3 4 5 6  Ювачев И. П. (1907년). “Курбан-Джан-Датха, кара-киргизская царица Алая. Главы III и IV”. 《Исторический вестник. — № 12》 (러시아어).
9. 1 2 3 4  Васильев А. “Алайская царица”. 《Родина》 (러시아어). 2013년 1월 26일에 원본 문서에서 보존된 문서.
10. ↑  Кашкаров, М. П. (1898년). “Денежное обращение в России. В 2 т” (PDF). Санкт-Петербург: 123-124쪽.
11. ↑  Тагеев Б. Л. (1902년). 《На Востоке. Очерки и рассказы из жизни на далёких окраинах Азии》 (러시아어). Варшава. 103—120쪽.
12. 1 2 3  “Две жизни Курманджан-датки”. 《Слово Кыргыстана》 (러시아어). 2011년 1월 21일.
13. ↑  Tamm E. E. (2010년). 《The Horse That Leaps Through Clouds: A Tale of Espionage, the Silk Road and the Rise of Modern China》. Vancouver: Douglas & McIntyre. 87쪽. ISBN 978-1-55365-269-4.
14. ↑  Чоротегин Т. К., Молдокасымов К. С. (2000년). 〈Кыргыздардын жана Кыргызстандын кыскача тарыхы: (Байыркы замандан тартып бүгүнкү күнгө чейин)〉. 《Краткая история кыргызов и Кыргызстана》 (키르기스어). Бишкек. 160쪽. ISBN 9967-00-001-5.
15. ↑  “Кто есть Кто в Кыргызстане. Курманджан Датка”. 2010년 12월 11일에 원본 문서에서 보존된 문서. 2011년 2월 9일에 확인함.
16. ↑  “Банкноты достоинством 50 сом”. 《Национальный банк Киргизской Республики》 (러시아어). 2011년 2월 9일에 확인함.
17. ↑  “Назарбаева Сара Алпысовна”. 《WOK.kz》 (러시아어). 2011년 8월 17일에 원본 문서에서 보존된 문서. 2011년 2월 9일에 확인함.
18. ↑  “Президент России во второй раз приедет в Киргизию”. 《Kyrgyz-Press》 (러시아어). 2002년 11월 29일. 2011년 2월 9일에 확인함.
19. ↑  “В Бишкеке прошла премьера документального фильма  Горная царица Курманжан датка - Новости Кыргызстана”. 《Кыргызтелеком》 (러시아어). 2010년 12월 28일. 2021년 12월 5일에 원본 문서에서 보존된 문서. 2021년 12월 5일에 확인함.
20. ↑  “Год Курманжан Датки”. 《kginform.com》 (러시아어). 2011년 1월 1일. 2021년 12월 5일에 확인함.
21. ↑  “Роза Отунбаева провела встречу с правнуками Курманджан датки”. 《Информационный портал Кыргызстана www.kginform.com》 (러시아어). 2011년 1월 21일. 2011년 2월 9일에 확인함.
22. ↑  “В Кыргызстане стартовал кинокараван «Курманджан датка»”. 《Азаттык үналгысынын》 (러시아어). 2011년 1월 28일. 2011년 2월 9일에 확인함.
23. ↑  “Review: 'Kurmanjan Datka Queen of the Mountains' a stirring epic - LA Times”. 《Los Angeles Times》 (영어). 2014년 11월 23일.
24. ↑  “'Kurmanjan Datka' Reps Kyrgyzstan in Oscar Race”. 《Variety》 (영어). 2014년 10월 6일. 2014년 10월 6일에 확인함.
25. ↑  “Фильм «Курманжан Датка» номинирован на «Нику»”. 《news-asia.ru》 (러시아어). 2015년 2월 18일. 2021년 12월 5일에 확인함.
26. ↑  “«Курманжан Датку» номинировали на одну из главных российских премий «Ника»”. 《kloop.kg》 (러시아어). 2015년 2월 11일. 2021년 12월 5일에 확인함.

## 참고 문헌
- Абрамзон, Саул Менделевич (1971년). 《Кыргызы и их этногенические и историко-культурные связи》 (러시아어). Ленинград.
- Акаев, Аскар Акаевич (1999년). 《О выдающихся личностях》 (러시아어). Бишкек.
- Бартольд, Василий Владимирович (1998년). 《Избранные труды по истории кыргызов и Кыргызстана》 (러시아어). Бишкек.
- Газиев А. (1991년). 《Курманжан-датха — некоронованная царица Алая》 (러시아어). Бишкек.
- 《Кыргызстан — Россия: история взаимоотношений. Сборник документов и материалов》 (러시아어). Бишкек. 1998년.
- Мокрынин В. П. (1986년). 《По следам прошлого》 (러시아어). Бишкек.
- Плоских В. (1977년). 《Кыргызы. Кокандское ханство》 (러시아어). Бишкек.
- Плоских В. (2000년). 《История кыргызов и Кыргызстана》 (러시아어). Бишкек.